# Finlandia Trophy 2022
Finlandia Trophy 2022 – piąte zawody łyżwiarstwa figurowego z cyklu Challenger Series 2022/2023. Zawody rozgrywano od 4 do 9 października 2022 roku w Espoo Metro Areena w Espoo.
W konkurencji solistów zwyciężył Koreańczyk Cha Jun-hwan, zaś wśród solistek jego rodaczka Kim Ye-lim. W parach sportowych triumfowali Niemcy Annika Hocke i Robert Kunkel, zaś w parach tanecznych reprezentanci Kanady Laurence Fournier Beaudry i Nikolaj Sørensen.

## Rekordy świata
| Rekordy świata (GOE±5) na moment rozpoczęcia zawodów (stan na 6 października 2022): | Rekordy świata (GOE±5) na moment rozpoczęcia zawodów (stan na 6 października 2022): | Rekordy świata (GOE±5) na moment rozpoczęcia zawodów (stan na 6 października 2022): | Rekordy świata (GOE±5) na moment rozpoczęcia zawodów (stan na 6 października 2022): | Rekordy świata (GOE±5) na moment rozpoczęcia zawodów (stan na 6 października 2022): | Rekordy świata (GOE±5) na moment rozpoczęcia zawodów (stan na 6 października 2022): |
| Konkurencja                                                                         | Segment                                                                             | Zawodnicy                                                                           | Punkty                                                                              | Zawody                                                                              | Data                                                                                |
| ----------------------------------------------------------------------------------- | ----------------------------------------------------------------------------------- | ----------------------------------------------------------------------------------- | ----------------------------------------------------------------------------------- | ----------------------------------------------------------------------------------- | ----------------------------------------------------------------------------------- |
| Soliści                                                                             | Nota łączna                                                                         | Nathan Chen                                                                         | 335,30                                                                              | Finał Grand Prix 2019                                                               | 7 grudnia 2019                                                                      |
| Soliści                                                                             | Program dowolny                                                                     | Nathan Chen                                                                         | 224,92                                                                              | Finał Grand Prix 2019                                                               | 7 grudnia 2019                                                                      |
| Soliści                                                                             | Program krótki                                                                      | Nathan Chen                                                                         | 113,97                                                                              | Zimowe igrzyska olimpijskie 2022                                                    | 10 lutego 2020                                                                      |
| Solistki                                                                            | Nota łączna                                                                         | Kamiła Walijewa                                                                     | 272,71                                                                              | Rostelecom Cup 2021                                                                 | 27 listopada 2021                                                                   |
| Solistki                                                                            | Program dowolny                                                                     | Kamiła Walijewa                                                                     | 185,29                                                                              | Rostelecom Cup 2021                                                                 | 27 listopada 2021                                                                   |
| Solistki                                                                            | Program krótki                                                                      | Kamiła Walijewa                                                                     | 90,45                                                                               | Mistrzostwa Europy 2022                                                             | 13 stycznia 2022                                                                    |
| Pary sportowe                                                                       | Nota łączna                                                                         | Sui Wenjing / Han Cong                                                              | 239,88                                                                              | Zimowe igrzyska olimpijskie 2022                                                    | 19 lutego 2022                                                                      |
| Pary sportowe                                                                       | Program dowolny                                                                     | Anastasija Miszyna / Aleksandr Gallamow                                             | 157,46                                                                              | Mistrzostwa Europy 2022                                                             | 13 stycznia 2022                                                                    |
| Pary sportowe                                                                       | Program krótki                                                                      | Sui Wenjing / Han Cong                                                              | 84,41                                                                               | Zimowe igrzyska olimpijskie 2022                                                    | 18 lutego 2022                                                                      |
| Pary taneczne                                                                       | Nota łączna                                                                         | Gabriella Papadakis / Guillaume Cizeron                                             | 229,82                                                                              | Mistrzostwa świata 2022                                                             | 26 marca 2022                                                                       |
| Pary taneczne                                                                       | Taniec dowolny                                                                      | Gabriella Papadakis / Guillaume Cizeron                                             | 137,09                                                                              | Mistrzostwa świata 2022                                                             | 26 marca 2022                                                                       |
| Pary taneczne                                                                       | Taniec rytmiczny                                                                    | Gabriella Papadakis / Guillaume Cizeron                                             | 92,73                                                                               | Mistrzostwa świata 2022                                                             | 25 marca 2022                                                                       |

## Wyniki

### Soliści
| Poz. | Zawodnik             | Nota łączna | SP | SP    | FS | FS     |
| ---- | -------------------- | ----------- | -- | ----- | -- | ------ |
| 1    | Cha Jun-hwan         | 253,20      | 1  | 91,06 | 1  | 162,14 |
| 2    | Moris Kwitiełaszwili | 231,30      | 2  | 80,16 | 2  | 151,14 |
| 3    | Andreas Nordebäck    | 229,88      | 4  | 78,92 | 3  | 150,96 |
| 4    | Michaił Selevko      | 220,33      | 3  | 79,79 | 6  | 140,54 |
| 5    | Lukas Britschgi      | 216,42      | 10 | 66,62 | 4  | 149,80 |
| 6    | Iwan Szmuratko       | 216,25      | 5  | 72,18 | 5  | 144,07 |
| 7    | Nikolaj Majorov      | 202,89      | 9  | 67,94 | 7  | 134,95 |
| 8    | Michaił Szajdorow    | 201,52      | 7  | 69,19 | 8  | 132,33 |
| 9    | Kyeong Jae-seok      | 200,53      | 8  | 68,65 | 9  | 131,88 |
| 10   | Arlet Levandi        | 197,28      | 11 | 65,97 | 10 | 131,31 |
| 11   | Conrad Orzel         | 193,15      | 6  | 71,58 | 13 | 121,57 |
| 12   | Kim Hyun-gyeon       | 192,98      | 13 | 63,87 | 11 | 129,11 |
| 13   | Dinh Tran            | 191,34      | 15 | 62,52 | 12 | 128,82 |
| 14   | Valtter Virtanen     | 185,19      | 12 | 63,91 | 14 | 121,28 |
| 15   | Nikita Starostin     | 179,63      | 14 | 63,03 | 15 | 116,60 |
| 16   | Makar Suntsev        | 177,17      | 17 | 62,04 | 16 | 115,13 |
| 17   | Kai Jagoda           | 166,41      | 18 | 57,29 | 17 | 109,12 |
| 18   | Kyryło Marsak        | 152,16      | 16 | 62,09 | 19 | 90,07  |
| 19   | Pablo García         | 131,22      | 19 | 45,44 | 20 | 85,78  |
| 20   | Mychajło Rudkowski   | 129,93      | 20 | 38,68 | 18 | 91,25  |

### Solistki
| Poz. | Zawodniczka              | Nota łączna | SP  | SP    | FS  | FS     |
| ---- | ------------------------ | ----------- | --- | ----- | --- | ------ |
| 1    | Kim Ye-lim               | 213,97      | 1   | 71,88 | 1   | 142,09 |
| 2    | Kim Chae-yeon            | 205,51      | 3   | 67,84 | 2   | 137,67 |
| 3    | Anastasija Gubanowa      | 197,56      | 2   | 68,03 | 4   | 129,53 |
| 4    | Lee Hae-in               | 195,72      | 4   | 66,00 | 3   | 129,72 |
| 5    | Alexia Paganini          | 165,71      | 7   | 57,09 | 6   | 108,62 |
| 6    | Lindsay Thorngren        | 165,09      | 14  | 52,86 | 5   | 112,23 |
| 7    | Lindsay van Zundert      | 164,81      | 6   | 59,22 | 8   | 105,59 |
| 8    | Josefin Taljegård        | 163,76      | 5   | 59,51 | 9   | 104,25 |
| 9    | Olha Mikutina            | 160,43      | 15  | 52,81 | 7   | 107,62 |
| 10   | Janna Jyrkinen           | 157,64      | 12  | 53,75 | 10  | 103,89 |
| 11   | Linnea Ceder             | 155,95      | 9   | 56,19 | 12  | 99,76  |
| 12   | Eva-Lotta Kiibus         | 153,35      | 13  | 53,17 | 11  | 100,18 |
| 13   | Kristina Škuleta-Gromova | 147,68      | 11  | 54,41 | 14  | 93,27  |
| 14   | Nella Pelkonen           | 142,44      | 10  | 55,44 | 16  | 87,00  |
| 15   | Lia Pereira              | 142,07      | 8   | 56,98 | 18  | 85,09  |
| 16   | Natasha McKay            | 139,22      | 16  | 45,80 | 13  | 93,42  |
| 17   | Jade Hovine              | 131,25      | 22  | 42,65 | 15  | 88,60  |
| 18   | Marija Andrijczuk        | 131,08      | 18  | 44,84 | 17  | 86,24  |
| 19   | Oona Ounasvuori          | 127,43      | 17  | 45,31 | 20  | 82,12  |
| 20   | Ella Chen                | 127,30      | 21  | 42,93 | 19  | 84,37  |
| 21   | Maia Sørensen            | 123,26      | 20  | 44,00 | 21  | 79,26  |
| 22   | Tara Prasad              | 122,75      | 19  | 44,26 | 22  | 78,49  |
| 23   | Hannah Lofton            | 109,90      | 23  | 40,77 | 24  | 69,13  |
| 24   | Amanda Hsu               | 109,66      | 24  | 34,71 | 23  | 74,95  |
| 25   | Thita Lamsam             | 79,93       | 25  | 30,99 | 25  | 48,94  |
| WD   | Dora Hus                 | DNS         | DNS | DNS   | DNS | DNS    |

### Pary sportowe
| Poz. | Zawodnicy                                | Nota łączna | SP | SP    | FS | FS     |
| ---- | ---------------------------------------- | ----------- | -- | ----- | -- | ------ |
| 1    | Annika Hocke / Robert Kunkel             | 180,62      | 1  | 63,58 | 1  | 117,04 |
| 2    | Alisa Jefimowa / Ruben Blommaert         | 177,11      | 2  | 62,54 | 2  | 114,57 |
| 3    | Brooke McIntosh / Benjamin Mimar         | 166,61      | 3  | 61,23 | 4  | 105,38 |
| 4    | Letizia Roscher / Luis Schuster          | 165,58      | 5  | 59,21 | 3  | 106,37 |
| 5    | Valentina Plazas / Maximiliano Fernandez | 161,98      | 4  | 60,40 | 6  | 101,58 |
| 6    | Darja Daniłowa / Michel Tsiba            | 158,92      | 6  | 56,27 | 5  | 102,65 |
| 7    | Anastasija Smirnowa / Danyło Sijanycia   | 152,88      | 7  | 54,50 | 7  | 98,38  |
| 8    | Maria Mokhova / Ivan Mokhov              | 145,20      | 8  | 51,73 | 8  | 93,47  |
| 9    | Isabella Gamez / Aleksandr Korowin       | 122,40      | 9  | 44,25 | 9  | 78,15  |
| 10   | Anastasia Vaipan-Law / Luke Digby        | 111,68      | 10 | 40,79 | 10 | 70,89  |

### Pary taneczne
| Poz. | Zawodnicy                                    | Nota łączna | RD | RD    | FD | FD     |
| ---- | -------------------------------------------- | ----------- | -- | ----- | -- | ------ |
| 1    | Laurence Fournier Beaudry / Nikolaj Sørensen | 203,76      | 1  | 81,83 | 1  | 121,93 |
| 2    | Kaitlin Hawayek / Jean-Luc Baker             | 197,45      | 2  | 78,90 | 2  | 118,55 |
| 3    | Juulia Turkkila / Matthias Versluis          | 186,30      | 3  | 74,35 | 3  | 111,95 |
| 4    | Natálie Taschlerová / Filip Taschler         | 178,85      | 4  | 72,79 | 4  | 106,06 |
| 5    | Caroline Green / Michael Parsons             | 177,34      | 5  | 72,64 | 5  | 104,70 |
| 6    | Yuka Orihara / Juho Pirinen                  | 170,17      | 6  | 68,81 | 6  | 101,36 |
| 7    | Angela Ling / Caleb Wein                     | 140,83      | 7  | 61,51 | 8  | 79,32  |
| 8    | Paulina Ramanauskaitė / Deividas Kizala      | 134,97      | 8  | 54,50 | 7  | 80,47  |